# FreeCommander XE
FreeCommander XE (бывший FreeCommander) — двухпанельный файловый менеджер для Microsoft Windows, с поддержкой просмотра архивов, сравнением и синхронизацией каталогов, встроенным FTP-клиентом и инструментом группового переименования файлов.

## Главные особенности
- Двухпанельная технология — горизонтальная и вертикальная (возможна одна панель)
- Интерфейс с вкладками
- Полный доступ к Рабочему столу
- Опциональное дерево каталогов для каждой панели
- Встроенный файловый просмотрщик в шестнадцатеричном, двоичном, текстовом или в формате изображения
- Просмотр файлов и эскизов работает и внутри архивов
- Встроенная работа с архивами: ZIP (чтение, запись), CAB (чтение, запись), RAR (чтение)
- Работа с вложенными архивами
- Открытый вид — бесструктурный вид для файлов и каталогов
- Синхронный просмотр
- Легкий доступ к системным каталогам, панели управления, рабочему столу и пеню Пуск
- Копирование, перемещение, удаление, переименование файлов и каталогов (с возможность выбора исполнителя операции — Windows или FreeCommander)
- Перетаскивание
- Поиск файлов (также внутри архивов)
- Составление и проверка контрольных сумм MD5
- Уничтожение файлов
- Инструмент группового переименования
- Свойства файлов и контекстное меню
- Вычисление размера каталога
- Сравнение / синхронизация каталогов
- Изменение даты и атрибутов файла
- Избранные каталоги / программы
- Файловые фильтры (возможны регулярные выражения) для отображения и файловых операций
- Заданные пользователем колонки для подробного просмотра
- Командная консоль DOS
- Быстрый просмотр
- Быстрый поиск
- Быстрый фильтр
- Быстрый запуск
- Скриншоты
- Все ярлыки определимы
- Множество настроек
- Многоязыковая поддержка